# Spider-Man: India
A Spider-Man India egy Indában megjelent négyrészes mini-képregénysorozat volt mely 2004 és 2005 között jelent meg a Gotham Entertainment Group kiadásában. A sorozat a Marvel Comics talán egyik legsikeresebb képregényszereplőjének, Pókembernek indiai adaptációja. A Spider-Man India 2005-ben az Egyesült Államokban is megjelent gyűjteménykötet formájában.

## Cselekmény
|  | Alább a cselekmény részletei következnek! |

Pavitr Prabhakar szülei néhány évvel ezelőtt haltak meg, de a fiút még mindig rémálmok gyötrik. A legutóbbi álmában egy öregember jelent meg aki felszólítja a fiút, hogy fogadja el végzetét. A fiú nemrég költözött kis falujukból Mumbaiba Bhim bácsikájával és Maya nénikéjével. Bhim bácsi a legjobb lehetőségeket szeretné megadni Pavitrnak ezért, bár szegények, a legjobb iskolába járatja a fiút. Pavitrt azonban megvetik az iskolában származása miatt és gúnyolják amiért dhotit hord. Az egyetlen iskolatársa aki emberszámba veszi az Meera Jain.
Pavitr otthon kiönti lelkét bácsikájának. Bhim bácsi megérti Pavitr fájdalmát, de ugyanakkor elmondja fiúnak, hogy a tehetségnek ára van, amit meg kell fizetni, és hogy a nagy tehetséggel és hatalommal nagy felelősség jár.
Másnap a város egy másik pontján az iparmágnás, Nalin Oberoi egy amulett segítségével ősi ceremóniánk veti alá magát, aminek következtében démonná változik.
A város másik részében Pavitr iskolatársai elől menekül, mikor belebotlik az álmában látott titokzatos öregemberbe. Az öreg elmondja neki, hogy egy ősi gonosz tért vissza a Földre és ez alkalommal nem az istenek avatárjai fognak szembeszállni vele, hanem neki kell. Az világegyetem őt jelölte ki, hogy a pók erejével harcoljon a gonosz ellen. A következő pillanatban Pavitr egy épület tetején találja magát pókjelmezében. Miközben próbára teszi újonnan szerzett képességeit nem törődik egy nő segélykiáltásával, mondván majd a rendőrség foglalkozik vele. A nőt néhány rabló támadta meg és az egyetlen aki a segítségére sietett az Bhim bácsi volt, aki a rablók megöltek. Pavitr bácsikája kiáltására visszafordul és mikor meglátja halott bácsikáját dühében a menekülő rablók nyomába ered. Haragjában majdnem megöli őket, de eszébe jutnak bácsikája szavai és hogy valójában ő is hiábas Bhim bácsi haláláért.

## Megjelenés gyűjteményben
- Spider-Man: India – ISBN 0-9762-4380-6
- Spider-Man: India TPB (Marvel) – ISBN 0-7851-1640-0

## Külső hivatkozások
- Press Release, Gotham Comics – Spider-Man India
- A Spider-Man India visszhangja a sajtóban
- TheFourthRail.com – Snap Judgments